# 克萊鎮區 (堪薩斯州巴特勒縣)
克萊鎮區（英語：Clay Township）為位在美國堪薩斯州巴特勒縣的鎮區。2010年美国人口普查中該鎮區人口有70人。

## 歷史
克萊鎮區於1879年設立。

## 地理
克萊鎮區涵蓋面積94.36平方（36.43平方英里），境內無城鎮設立。

### 墓園
根據美國地質調查局的資料，此鎮區擁有2座墓園：
- 布萊恩特墓園（Bryant Cemetery）
- 隆斯塔墓園（Lone Star Cemetery）

### 溪流
通過此鎮區的溪流有：
- 羅克溪北支流（North Branch Rock Creek）

## 人口統計
根據2010年美國人口普查，克萊鎮區人口有70人，人口密度為0.74人/平方公里。種族方面，100%為白人；0%為非裔美洲人；0%為美洲原住民；0%為亞洲人；0%為太平洋島民；0%為其他種族；另外有0%為兩個或以上的種族。而西班牙裔美國人或拉丁美洲人佔該鎮區人口的0%。

## 外部連結
- City-Data.com （页面存档备份，存于）